# 倭色
倭色（ウェセク、朝鮮語: 왜색）とは、主に韓国で用いられる朝鮮語のスラング。『和風』、『日本風』、『日本的なもの』を意味する。『悪質、低質、退廃的』などの意味合いを強く有し、冠された対象はその概念の全てが悪い意味に転じる。

## 歴史
日本統治終結後の民族主義の高まりのなかで、日本文化の諸要素やその影響が見られる諸々の抽象・具体物に対する非難の表現として生まれたものと考えられている。当初は言語に対する使用が特に顕著であった。そもそも現代朝鮮語そのものが明治日本の言語教育を下敷きとする朝鮮総督府の整備を経て出来上がったものであり、日本語からの流入語や音借語はあまりに多岐にわたることから、言語の『純化』を図ることを目的として、それら様々の単語が『倭色排斥』として追放の対象とされた。
そこからやがては、あらゆる種類の日本文化が『倭色文化』として排斥の対象とされ、あらゆる種類の日本文化の輸入が禁止の措置を受けることになる。1960年代には国内の人気歌手の歌が『倭色』とのことで発売中止になったこともあった。
時は下って20世紀も末になり、音楽や漫画や映画やファッションなどの日本の大衆文化が大量に流入するようになると、これらへの否定的な評価として、またこれらの影響が強く見られる韓国産の大衆文化的事物に対して、『低俗』『低質』『悪質』といった意味をもって、『倭色歌謡』などというようにしばしば冠された。例えば、奇異な身なりの若者が現れるなどすると、脊髄反射のごとくすぐさまこの言葉が用いられた。

## 倭色論議
主に、芸能人らが「日本」のもしくは「日本風」のファッションをしたり、役を演じたりした時に、韓国のネチズン達が捲き起こす反日バッシング。
BIGBANGのメンバーT.O.Pが両胸に日章旗が描かれたスカジャンを着ていたことがあり、それを見つけたネチズンが猛バッシング。結局、事務所は、T.O.Pは日章旗の意味を知らなかったという事にして、公式謝罪をした。
2009年公開の日本映画『GOEMON（ゴエモン）』に出演したチェ・ホンマンは、豊臣秀吉の護衛家臣である我王役を演じたことでバッシングされる。
2009年公開の映画『ラスト・ブラッド』の主演のチョン・ジヒョンは、セーラー服に日本刀を持つという“日本人風”（決して日本人とは言わず、アジアの一少女だと弁解した）の「サヤ」役を演じ、ネチズン達からバッシングされ、韓国国内での興行成績も振るわなかった。
女性アイドルグループ「少女時代」の第2集のミニアルバムのジャケットに、日本の零戦が描かれていると話題になり、所属事務所側は「ミリタリールックのコンセプトなだけで他意はない」と釈明するもネチズン達の抗議により、ジャケットからその部分を削除・修正して発売することになり、発売日が2009年6月25日から2009年6月29日へ延期された。
2009年6月10日、韓国のソウルで開かれた『トランスフォーマー/リベンジ』の試写会において、マイケル・ベイ監督が「トランスフォーマーのなかに、他人のために自己を犠牲にする英雄主義である日本の侍精神を込めた」と発言し、韓国人から倭色と非難を浴びた。

## 用例
倭色歌謡、倭色漫画、倭色ファッション、など。